# Värdemynt
Värdemynt är mynt där metallen anses motsvara värdet på myntet, dvs myntet skall innehålla metall till det värde som står stämplat på myntet. Motsatsen är fiatpengar. Jämför med skiljemynt.